# Fodina johnstoni
Fodina johnstoni är en fjärilsart som beskrevs av Butler 1896. Fodina johnstoni ingår i släktet Fodina och familjen nattflyn. Inga underarter finns listade i Catalogue of Life.